# Ménandre Ier
Pour les articles homonymes, voir Ménandre (homonymie).
Ménandre Ier, aussi nommé Minedra ou Menadra (en sanskrit Milinda), est un roi indo-grec qui succède à la dynastie gréco-bactrienne en Afghanistan, au Pakistan et en Inde du Nord. Il règne d'environ 160 à 135 av. J.-C. et administre un large territoire en Inde du Nord-Ouest depuis sa capitale Sagala (actuelle Sialkot, au Pakistan).
Il est unanimement considéré par les historiens et les numismates comme l’un des plus grands souverains indo-grecs, sinon le plus grand. Son règne est également un des plus longs parmi les rois indo-grecs, comme l’atteste le grand nombre de ses monnaies retrouvées.
Il règne sur un territoire s’étendant de la vallée de Kaboul à l’ouest jusqu’à la Ravi à l’est, et de la vallée du Swat au nord jusqu’à l’Arachosie au sud.
Il est connu pour avoir été un protecteur du bouddhisme durant son règne, et il s’y serait même converti. Il est le seul souverain indo-grec mentionné par la littérature indienne. Il y est considéré comme un chef de guerre et est respecté comme philosophe pour avoir conversé avec le sage indien Nagasena. Le récit de ses entretiens avec Nagasena, le Milindapañha (« Les questions de Ménandre », pañha signifiant question en pali), est un des livres canoniques du bouddhisme.
Le règne de Ménandre donne une première impulsion à l’art gréco-bouddhique, lequel connaît son apogée sous la dynastie kouchane qui succède aux rois indo-grecs et dont le représentant le plus remarquable est Kanishka Ier.

## Règne

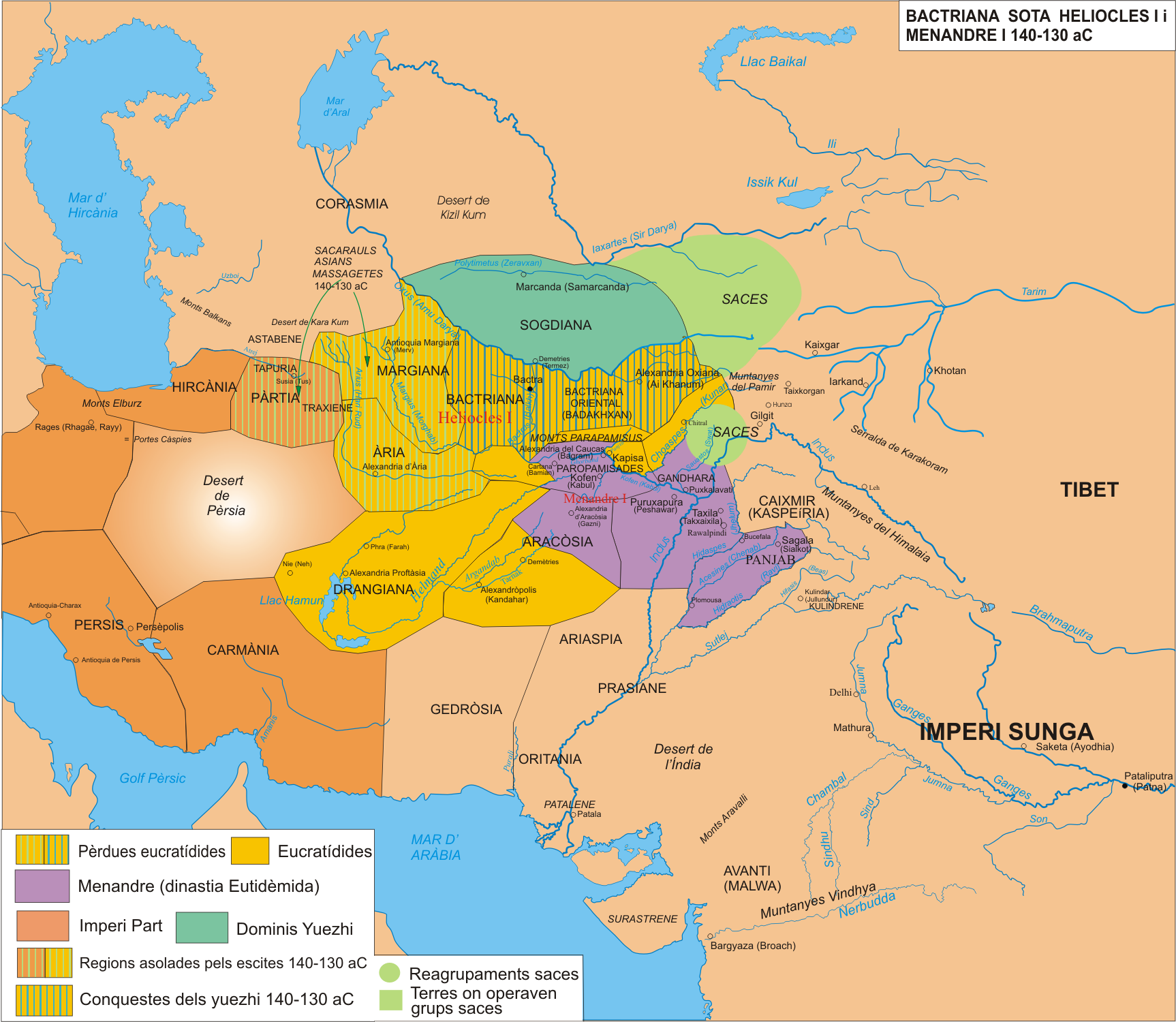
Le royaume de Ménandre en violet

Ménandre est né dans une famille grecque, appartenant à l’aristocratie (il aurait été fils de roi, sans que l’on sache précisément lequel), dans la ville de Bégram-Kavisi (ou Kalasi, actuel Bagrâm en Afghanistan), près d’Alexandrie du Caucase, selon le Milindapañha. D’autres sources, cependant, indiqueraient qu’il serait né près de Sagala (Sialkot moderne, dans la région du Pendjab au Pakistan).
Il est monté sur le trône à Bégram-Kavisi, toujours selon le Milindapañha, et a commencé à régner sur les Paropamisades, vers 150 av. J.-C. Le géographe Strabon l’inclut pourtant parmi les Grecs de Bactriane, et Plutarque rapporte même qu’il a régné sur cette région, à tort.
Certains historiens font cependant de Ménandre un général de Démétrios Ier, roi de Bactriane, ou un vice-roi de Démétrios II à Taxila.
Sa capitale aurait été Sagala, une cité prospère du nord du Pendjab. Cependant, O. Bopearachchi propose plutôt que Bégram-Kavisi aurait été sa capitale, en raison du grand nombre de monnaies qui y ont été retrouvées et du fait qu’Eucratide Ier ait choisi l’atelier de cette ville pour faire frapper ses monnaies célébrant ses conquêtes indiennes.
Strabon le présente comme un conquérant de l’Inde : 

« Les Grecs qui rendirent [la Bactriane] indépendante acquirent une telle puissance du fait de sa richesse qu’ils devinrent les maîtres et de l’Ariane et de l’Inde, au témoignage d’Apollodore d’Artamita, et qu’ils soumirent plus de peuples que n’en avait soumis Alexandre. Ce fut l’œuvre surtout de Ménandre, du moins s’il est exact qu’il franchit l’Hypanis en direction de l’est et s’avança jusqu’à l’Isamos, les conquêtes se partageant entre lui et Démétrios, fils d’Euthydème, le roi des Bactriens. Ils possédèrent non seulement la Patalène, mais aussi sur le reste de cette côte, les royaumes de Saraostos et Sigerdis, ainsi qu’on les appelle. En résumé, estime Apollodore, la Bactriane est l’ornement de toute l’Ariane ; et qui plus est, ses rois en étendirent l’empire jusqu’aux Sères et aux Phrynes. »

— Strabon, Géographie, XI, 11, 1
Selon les sources, Ménandre a mené plusieurs campagnes militaires au cœur de l’Inde, allant jusqu’à Pataliputra.
Strabon raconte qu’il a conquis la Patalène (il pourrait aussi s’agir de Démétrios Ier, l’auteur ne faisant pas la distinction) et qu’il s’est aventuré jusqu’à l’Isamos (actuelle Yamuna).
Justin relate également deux campagnes menées par les Indo-Grecs, l’une vers le Rajasthan et l’autre vers la vallée du Gange jusqu’à Pataliputra, et qui sont attribuées à Ménandre. Ces informations sont corroborées par les sources indiennes, puisqu’on les retrouve dans le traité grammatical de Pantanjali, le Mahabhashya, et le drame de Kalidara, Malavikagnimitra.
C’est justement lors de cette expédition militaire de Ménandre dans la vallée du Gange que le souverain gréco-bactrien Eucratide Ier en profite pour envahir son royaume et étendre ses propres conquêtes territoriales en Inde. Il s’agirait de la « guerre civile » entre les Grecs qui est rapportée dans le Yugapurāṇa, un texte sanskrit. Cet évènement expliquerait que Ménandre Ier ait dû soudainement mettre fin à son expédition militaire dans la vallée du Gange et qu’il soit retourné précipitamment sur ses terres pour combattre Eucratide Ier.
Les deux rois s’affrontèrent alors dans une bataille meurtrière, dont Ménandre ressortit grand perdant. Il ne conserva que la partie orientale de son royaume, composée de Sagala et de sa région, pendant qu’Eucratide occupa le reste de ses territoires. Cependant, l’assassinat d’Eucratide Ier par l’un de ses fils lors de son retour en Bactriane provoque une crise politique importante dans son royaume. Son successeur, Hélioclès Ier, ne parvint pas à conserver le pouvoir sur les régions au sud de l’Hindu Kush. Cela marqua l’occasion pour Ménandre Ier de récupérer les territoires qu’il avait perdu auparavant, lui permettant de devenir, comme Bopearachchi l’appelle, « le monarque suprême de l’ensemble des territoires indo-grecs ».
Il semble que Ménandre ait eu par la suite un règne plutôt prospère, comme en témoigne l’essor économique marqué par le nombre très important de monnaies qui ont été retrouvées. Cette effervescence économique est accompagnée d'un syncrétisme culturel et artistique entre l'art grec et le bouddhisme (attesté par la découverte de nombreuses statues dans la région du Gandhara).
Plutarque rapporte également qu’un certain roi de Bactriane nommé Ménandre avait régné avec beaucoup de modération. Bien que Ménandre Ier n’ait en réalité jamais régné sur la Bactriane, il ne fait aucun doute qu’il s’agit bien de lui dont il est question.
Les dates du règne de Ménandre restent encore aujourd’hui floues et font l’objet de débats parmi les historiens et numismates. A. Cunningham propose un règne allant de 160 à 140 av. J.-C., tandis qu’A. von Gutschmid suggère une chronologie entre 125 et 95 av. J.-C. D’autres comme W. W. Tarn et E. J. Rapson font de lui un contemporain d’Eucratide Ier, alors qu’A. K. Narain en fait un successeur immédiat. O. Bopearachchi lui attribue plutôt un règne allant de 155 à 130 av. J.-C., et développe l’hypothèse qui fait de lui comme un contemporain d’Eucratide.

## Mort et succession
Plutarque rapporte que Ménandre décède dans un camp, lors de l’une de ses campagnes militaires.

« Au contraire, un roi de la Bactriane nommé Ménandre, qui régnait avec beaucoup de modération, étant mort dans son camp, les villes de ses États firent ses funérailles en commun ; elles se disputèrent les restes de son corps, et ce ne fut qu'après de longs débats qu'elles convinrent enfin d'en emporter chacune une portion égale, et de bâtir autant de monuments pour les y renfermer. »

— Plutarque, Œuvres morales, Préceptes d’administration publique
À sa mort, son épouse Agathocléia lui succède. Elle régente le royaume en attendant que leur jeune fils Straton atteigne l’âge de régner, réussissant de ce fait une véritable prouesse politique.
Cependant, la mort de Ménandre déstabilise le royaume et rompt l’unité politique formée par ce dernier. Son royaume se divise alors en deux ensembles territoriaux aux frontière vagues. Agathocléia et Straton ne conservent que la partie orientale, c’est-à-dire le Pendjab et le Gandhara oriental.
Deux rois nommés Zoïle Ier et Diomède s’emparent de l’Arachosie, des Paropamisades et du Gandhara occidental. Une hypothèse avancée par O. Bordeaux affirme que les deux se seraient alliés, peut-être pour détrôner Ménandre dans un premier temps, mais l’évidence numismatique manque pour en attester.

## Ménandre et le bouddhisme

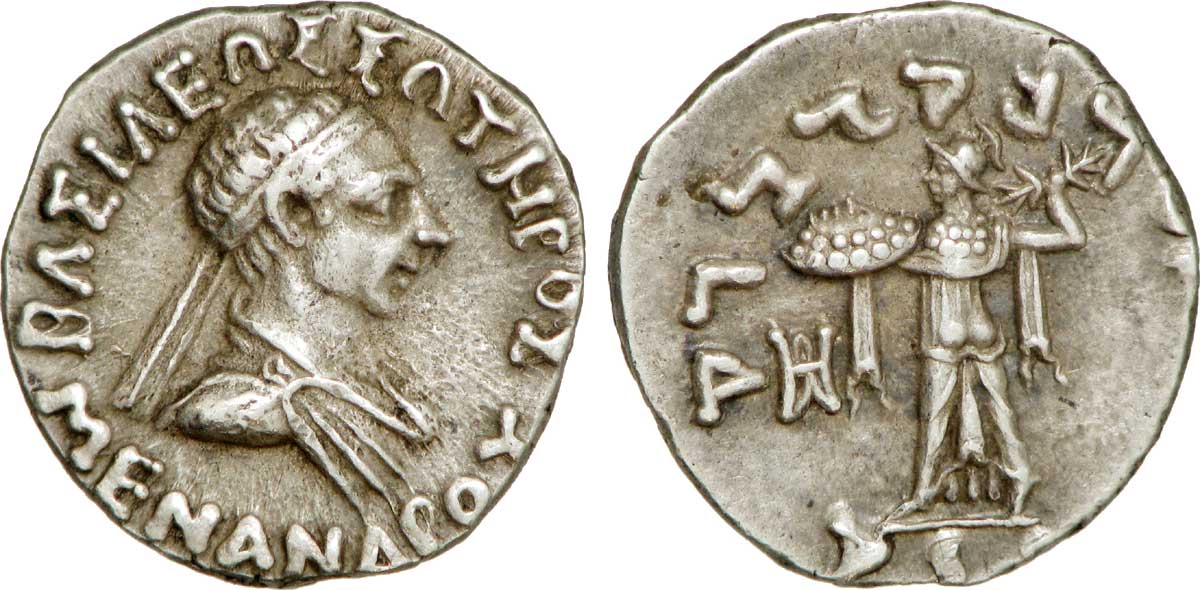
Drachme bilingue du royaume de Bactriane à l'effigie de Ménandre Ier, vers 160-155 av. J.-C. Description revers : Athéna Alkidémos combattant à gauche, casquée et drapée, tenant de la main gauche un bouclier orné de l'égide et brandissant de la main droite un foudre ; derrière, un monogramme écrit en kharosthi.

### LeMilindapañha
La relation de Ménandre Ier avec la religion bouddhiste questionne depuis longtemps les historiens et les numismates.
L’ouvrage en pali Milindapañha, se traduisant par « Les questions de Milinda », relate des entretiens entre un roi identifié comme Ménandre et le sage indien Nagasena. Composé comme un dialogue, le Milindapañha raconte la conversion du roi indo-grec à la foi bouddhiste. Le style a pu être influencé par les Dialogues de Platon.
La présence de symboles bouddhistes dans son monnayage semble confirmer cela. Il existe notamment un type représentant au droit une roue à huit rayons, ou chakra, qui fait référence à la tradition bouddhiste et hindouiste.
Le récit de la mort de Ménandre par Plutarque semble également témoigner de la relation particulière de celui-ci avec le bouddhisme. En effet, Plutarque rapporte qu’après sa mort les villes de son royaume se sont réparties ses restes, bâtissant chacune des monuments (possiblement des stupas) pour les y conserver.
Cependant, aucun élément ne peut véritablement attester de la conversion réelle de Ménandre au bouddhisme. Bien que le Milindapañha l’affirme, il faut prendre cette information avec précaution, en raison de la nature de l’ouvrage. Il s’agit en effet d’un texte doctrinal bouddhiste visant à faire l’éloge de cette religion. Cet éloge passe notamment par le récit de la conversion d’un roi grec, synonyme de « victoire » du bouddhisme sur celui-ci. Par ce fait, les informations dispensées par le Milindapañha doivent être nuancées.
Les différents symboles bouddhistes dans le monnayage du roi, ainsi que le récit de Plutarque, pourraient, eux, simplement signifier que celui-ci s’est présenté comme un patron et un protecteur du bouddhisme, sans pour autant s’y convertir.

## Monnayage
Le monnayage de Ménandre est le plus abondant parmi tous ceux des souverains indo-grecs. Il est surtout composé de monnaies d’argent et de bronze, bien que quelques monnaies d’or aient aussi été retrouvées.
Sous son règne, Ménandre achève la création du système monétaire indo-grec initié par Apollodote.
Son monnayage est remarquable de plusieurs manières. Il marque d’abord l’apogée de la fusion entre les standards monétaires attique et indien.
Il est également le témoin de plusieurs innovations monétaires mises en place durant le règne de Ménandre, sous l’impulsion de celui-ci. Les plus notables sont l’introduction d’un tétradrachme de poids indien (pesant 9,80 g), l’introduction d’un nouvel étalon indien, ainsi que l’introduction du type à l’Athéna Alkidémos.
Ce monnayage présente également une grande diversité dans les types monétaires utilisés.
Les monnaies de Ménandre portent la légende grecque ΒΑΣΙΛΕΩΣ ΣΩΤΗΡΟΣ ΜΕΝΑΝΔΡΟΥ (translittération : basileos soteros menandrou, « du Roi Ménandre le Sauveur ») et kharoshthi 𐨟𐨿𐨪𐨟𐨪𐨯 𐨨𐨅𐨣𐨡𐨿𐨪𐨯𐨨𐨱𐨪𐨗𐨯 (translittération : Maharajasa tratarasa Menaṃdrasa, « Roi Sauveur Ménandre »).
Les monnaies d’or, d’étalon attique et sans légende, portent un seul type : celui de la tête casquée d’Athéna au droit et d’une chouette, son attribut, au revers.
Les monnaies d’argent sont à la fois d’étalon attique et indien, elles se répartissent en deux catégories :
- Celles représentant la tête casquée d’Athéna au droit et une chouette au revers. Selon O. Bopearachchi la série des drachmes d’argent portant ce type fait partie des premières monnaies frappées par le souverain et témoignent qu’il a succédé à Antimaque II, les poids et monogrammes de ces monnaies correspondant à une série de ce même roi.
- Celles représentant le portrait du roi au droit et une Athéna Alkidémos au revers. Ce type est une réelle nouveauté. La pratique visant à représenter le roi sur les monnaies n’était pas courante parmi les rois indiens, quant à Athéna Alkidémos, sa représentation était nouvelle chez les souverains indo-grecs, mais bien connu en Macédoine[6].

Les monnaies de bronze présentent une plus grande diversité dans leurs types et les plus fréquents reprennent ceux des monnaies d’argent.
- Il s’agit du type tête d’Athéna au droit et chouette au revers, ainsi que le type du portrait du roi au droit accompagné d’Athéna Alkidémos au revers. Une variante, où Athéna est remplacée par la déesse Nikè, représentée ailée tenant une palme et une couronne, a également été frappée.
- Il existe également des types propres aux bronzes : on y trouve Nikè, le bouclier d’Athéna orné de la tête de Gorgone, la tête d’Héraclès, sa massue associée à une tête d’éléphant, la tête de taureau, le dauphin, le cheval cabré, le chameau bactrien à deux bosses ou encore la tête de sanglier.
- Un exemplaire unique représente une roue à huit rayons au droit, appelée chakra, avec une palme au revers. Selon Bopearachchi, la roue peut symboliser le Chakravartin, qui peut se traduire par « (le roi) qui fait tourner la roue (de la loi) », un symbole de la royauté, mais il peut aussi avoir une connotation bouddhique. Cette monnaie reflète la relation privilégiée que Ménandre entretenait avec le bouddhisme.

Si les monnaies d’or et d’argent présentent des éléments surtout grecs et macédoniens, les monnaies de bronze montrent beaucoup plus d’éléments indiens. Les historiens supposent que les premières étaient plus destinées aux élites, tandis que les dernières, qui circulaient probablement non loin de leur lieu d’émission, étaient surtout utilisées par le reste de la population,.

## Ménandre le Juste
Des monnaies en argent et en bronze frappées au nom d’un roi Ménandre portant l’épithète de ΔΙΚΑΙΟΥ (Dikaios, « Le Juste ») se sont clairement différenciées du reste du monnayage de Ménandre Ier Sôter.
Dans un premier temps, l’hypothèse la plus répandue, et défendue par des historiens comme A. Cunningham et W. W. Tarn, est qu’il s’agit de monnaies de Ménandre Ier, datant de la fin de son règne :
- Les traits du portrait royal de ces monnaies sont assez similaires à ceux des monnaies de Ménandre Ier, bien que semblant plus âgés.
- L’épithète Dikaios serait un témoignage de la conversion du roi au bouddhisme, sa traduction en kharoshthi au revers, Dharmikasa, signifiant « adepte du Dharma ».

Cependant, plusieurs numismates modernes, comme O. Bopearachchi, ont montré que plusieurs différences entre les deux monnayages attestaient plutôt de l’existence de deux rois distincts.
- Aucun des types utilisés par le second Ménandre ne correspond à ceux utilisés par Ménandre Ier.
- L’épithète Dikaios a été employé par d’autres souverains, comme Agathocle ou Hélioclès Ier, sans que ceux-ci ne se soient convertis au bouddhisme. L’épithète Dikaios est en fait une épithète assez banale dans le monnayage grec en général.

À ce jour, il est supposé que Ménandre II le Juste était le fils d’un autre roi indo-grec, peut-être Straton Ier, sans que cela n’ait encore pu être prouvé.

## Héritage de Ménandre
Ménandre Ier a laissé un héritage important, autant dans le monde des royaumes indo-grecs que dans le monde bouddhiste.

### Politique
Bien qu’il ait été le plus grand roi indo-grec et que son royaume fut lui aussi le plus grand des royaumes indo-grecs, la mort de Ménandre marque la fin de l’unité politique de son État. Ce dernier se divise rapidement à la mort du roi, et ses successeurs ne règnent chacun que sur des fragments du royaume autrefois formé par ce dernier.
Le début du Ier siècle de notre ère marque la fin totale du règne indo-grec en Inde, au profit des Indo-Scythes.

### Monnayage
Les types monétaires présents dans le monnayage de Ménandre Ier ont été réutilisés par de nombreux rois indo-grecs postérieurs.
On retrouve notamment le type de l'Athéna Alkidémos de manière régulière, chez Apollodote II, Apollophane ou encore Straton II. Cette Athéna, dite « protectrice du peuple », est représentée d’un pas vif, en armes, brandissant d’une main le foudre et tenant de l’autre un bouclier.
Les différents symboles bouddhistes qu’on peut retrouver dans ce monnayage se retrouvent également dans plusieurs monnayages indo-grecs postérieurs, comme la roue à huit rayons.
Les différentes nouveautés monétaires (nouvel étalon indien, etc.) introduites par Ménandre ont également été reprises par la grande majorité des rois indo-grecs.

### Bouddhisme
Ménandre Ier a également été immortalisé dans la littérature indienne avec l’ouvrage en pali Milindapañha (« Les questions de Milinda ») qui porte son nom. Il est d’ailleurs le seul roi indo-grec mentionné dans toute la littérature indienne.

### Art gréco-bouddhique
Le règne de Ménandre Ier a également donné une première impulsion à l’art gréco-bouddhique. Cet art est un mélange d’éléments artistiques et architecturaux grecs et bouddhiques.

## Les traces archéologiques
Les traces archéologiques concernant Ménandre sont malheureusement peu variées n’aidant alors pas à une clarification de son règne. En plus des sources écrites telles que le Milinda-panha, nous disposons de pièces de monnaie en bronze et en argent à son effigie, représentant souvent une roue ainsi qu’Athéna. Cette roue aurait un lien avec le bouddhisme, selon certains historiens elle s’apparenterait à la roue de la vertu bouddhique (cela serait alors une preuve numismatique éventuelle en faveur des partisans d’un Ménandre bouddhiste). Le nombre important de monnaies retrouvées nous permet également de prendre conscience de la prospérité économique du royaume de Ménandre. A part ces pièces de monnaie une seule inscription (sur un reliquaire bouddhique), trouvée à Bajaur, fait référence à Ménandre. Il est à noter qu’il est difficile aujourd’hui de vérifier les informations sur Ménandre que nous transmettent Plutarque et le Milinda-panha. En effet, mener des fouilles dans ces régions est devenu quasiment impossible à cause, notamment, des talibans ou d’autres fondamentalistes musulmans (la région du Bajaur a vu de violents affrontements se dérouler entre l’armée Pakistanaise et Ail-Qaïda en 2008-2009). De nombreux sites archéologiques ont d’ailleurs été pillés voir détruits par ces mêmes groupes.